# Erpetogomphus lampropeltis
Erpetogomphus lampropeltis là một loài chuồn chuồn ngô thuộc họ Gomphidae. Nó được tìm thấy ở México và Hoa Kỳ.